# Musikåret 1905

## Händelser
- 19 oktober – Den slutliga versionen av Jean Sibelius Violinkonsert uruppförs i Berlin av Berlinerfilharmonikerna dirigerade av Richard Strauss och med Karel Halíř som solist.
- 1 november – Stockholms Studentsångare bildas.
- 9 december – Richard Strauss opera Salome uruppförs på Semperoper i Dresden.
- 30 december – Operetten Glada änkan av Franz Lehár uruppförs i Wien [1].
- okänt datum – Tyska skivmärket Favorite skickar tekniker till Stockholm för att göra märkets första inspelningar i Sverige.[2]
- okänt datum – Tyska skivmärket Lyrophon grundas.[3]

## Födda
- 2 januari – Michael Tippett, brittisk tonsättare.
- 15 februari – Harold Arlen, amerikansk kompositör.
- 28 februari – Carin Swensson, svensk skådespelare och sångare.
- 3 mars – Georg 'Tuppen' Eliasson, svensk textförfattare, revyförfattare, radioman och förlagschef.
- 23 mars – Lale Andersen, tysk sångare.
- 23 mars – Eulalia Bunnenberg, tysk skådespelare och sångare.
- 4 maj – Nils Perne, svensk kompositör, textförfattare och teaterchef.
- 8 maj – Red Nichols, amerikansk jazzkornettist.
- 26 maj – Hans Holewa, svensk tonsättare, pianist, dirigent och musikpedagog.
- 18 juni – Eduard Tubin, estnisk-svensk tonsättare.
- 30 juni – Maritta Marke, svensk skådespelare och sångare.
- 20 juli – Margareta Högfors, svensk operettsångare och skådespelare.
- 20 juli – Åke Ohberg, svensk skådespelare, regissör, producent och sångare.
- 29 juli – Einar Ekberg, svensk kristen sångare.
- 8 augusti – André Jolivet, fransk tonsättare.
- 14 september – Gösta Jonsson, svensk musiker, kapellmästare, sångare och skådespelare.
- 18 oktober – Dag Wirén, svensk kompositör och musikarrangör.
- 3 november – Sigge Fürst, svensk skådespelare, sångare och underhållare.
- 9 november – Roger Edens, amerikansk kompositör, filmproducent, manusförfattare och skådespelare.
- 19 november – Tommy Dorsey, amerikansk jazztrombonist och storbandsledare.
- 1 december – Verner Karlsson, svensk musiker.
- 6 december – Nils Kyndel, svensk kompositör och musikarrangör.
- 25 december – Ann Ronell, amerikansk jazzkompositör
- 28 december – Sven-Olof Sandberg, svensk sångare och sångtextförfattare som medverkat i TV- och filmroller.

## Avlidna
- 3 mars – Wilhelm Bäumker, 62, tysk teolog, hymnolog och musikhistoriker.
- 5 maj – Ernst Pauer, 78, österrikisk musiker.
- 31 augusti – Francesco Tamagno, 54, italiensk operasångare.

### Fotnoter
1. ↑  100 år med Aftonbladet – 1905, 1999
2. ↑  ”78:or & film”. Arkiverad från originalet den 22 juni 2019. https://web.archive.org/web/20190622014700/http://musiknostalgi.atspace.cc/favorite.htm. Läst 3 juni 2011.
3. ↑  ”78:or & film”. Arkiverad från originalet den 22 januari 2021. https://web.archive.org/web/20210122232805/http://musiknostalgi.atspace.cc/lyrophon.htm. Läst 3 juni 2011.